# 技術哲学
技術哲学（ぎじゅつてつがく、英語: philosophy of technology〔フィロソフィー・オブ・テクノロジー〕）は、科学技術（テクノロジー／技術学）または技術（テクニック）を対象とする哲学の一分野。

## 概要
テクノロジーに関する諸問題は、古代ギリシアに端を発する伝統的な西洋哲学の黎明期から重要視されてきた。
「技術哲学」という用語は、19世紀ドイツの哲学者であるエルンスト・カップの著書「Grundlinien einer Philosophie der Technik（邦訳︰技術哲学の基本路線）」において初めて使用された。

## 歴史

### 古代ギリシア
西洋における「テクノロジー」という言葉は、ギリシア語の「τέχνη」（テクネー、芸術・工芸知識）に由来し、技術に対する哲学的な見解は西洋哲学の黎明期にまで遡ることが出来る。
古代ギリシアのテクネーに対する見方に共通するのが、蜘蛛の観察から発展した織物に代表される様に、「テクネーは自然の模倣として生まれる」というテーマであり、ヘラクレイトスやデモクリトスらはこれを支持した。
アリストテレスはこのような模倣が頻繁に行われることに同意したが、「テクネーは自然を超越」し、「自然が仕上げに持って来ることの出来ない物」を完了するとした。また、「ピュシス（自然）とテクネーは存在論的に区別される」と主張した。
プラトンは、対話編『ティマイオス』において、「職人が設計図を使って物を作るように、永遠の形に沿って創造されたデミウルゴスの作品」として世界を描写した。また、対話編『法律』の中で、「職人の芸はデミウルゴスの模倣である」と主張した。

### 中世から19世紀にかけて
ローマ時代から古代末期にかけて、ウィトルウィウスの『建築学』やゲオルク・アグリコラの『金属について』など、実用的な書物を記した学者が存在した。
また、中世のスコラ哲学は、「技術は自然の模倣である」という伝統的見解を支持していた。
ルネサンス期には、フランシス・ベーコンが登場し、彼の哲学は、技術が社会に与える影響を考察した近代哲学の嚆矢となった 。

### 19世紀

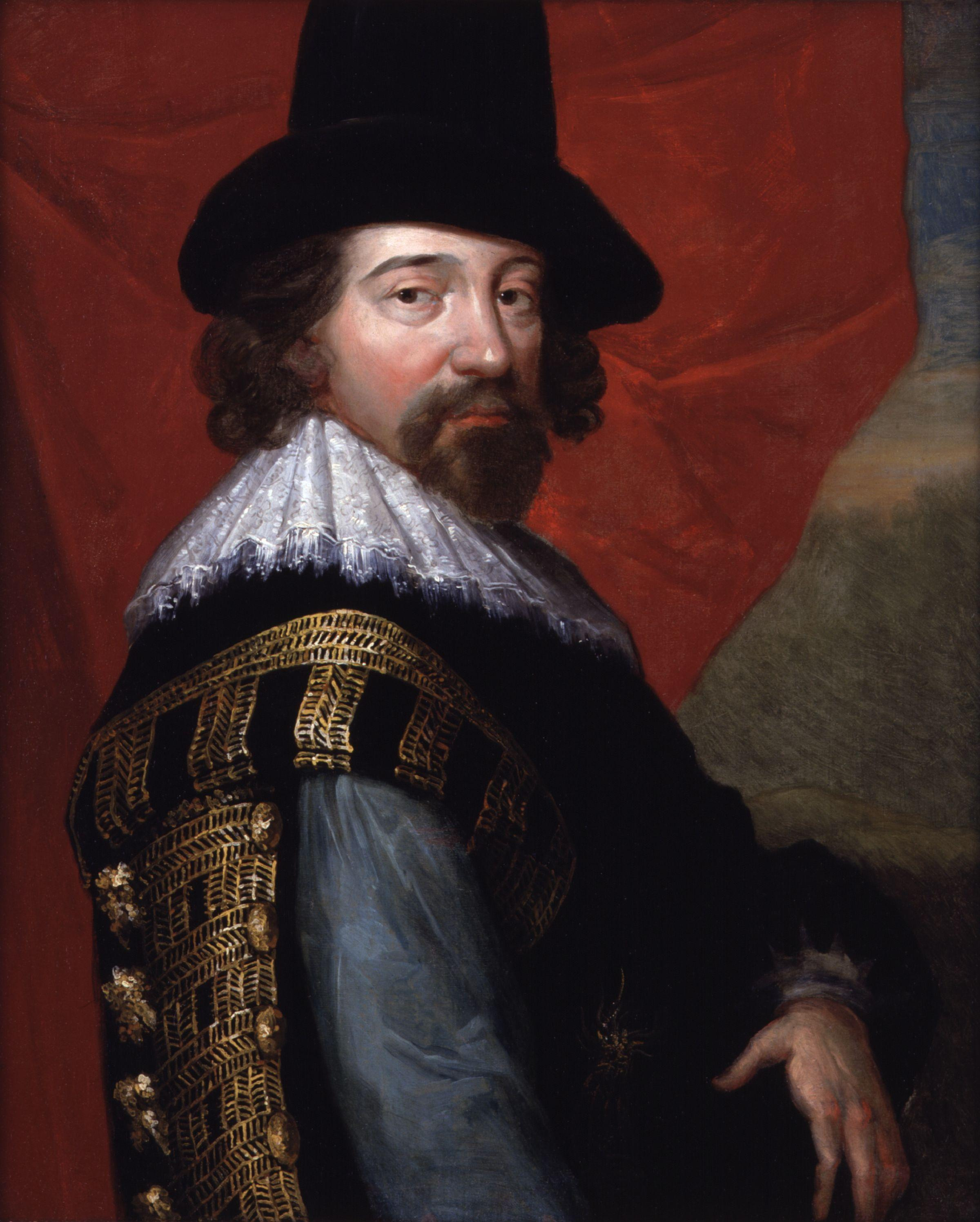
フランシス・ベーコン卿

テキサスを拠点としたドイツ出身の哲学者・地理学者エルンスト・カップは、1877年に『Grundlinien einer Philosophie der Technik』というファンダメンタル・ブックを出版した。 カップはヘーゲルの哲学に深く感銘を受け、技術を人間の臓器の投影とみなした。現代において、ヨーロッパの文脈では、彼が技術哲学の創始者、先駆者であるとされる。
後の20世紀の技術哲学に大きな影響を与えたもう一つの、より唯物論的な技術の立場は、ベンジャミン・フランクリンとカール・マルクスの思想を中心として展開された。

### 20世紀から現代まで
現代的な技術が人類に及ぼす影響を直接取り上げた20世紀初期の著名な哲学者は、ジョン・デューイ、マルティン・ハイデッガー、ヘルベルト・マルクーゼ、ギュンター・アンダース、ハンナ・アーレントの5人である。 後者の4人つまりハイデッガー、アンダース、アーレント、マルクーゼは、デューイよりも両価的（アンビバレント）かつ批判的だったが、何れにせよ、彼らは皆、テクノロジーを現代生活の中心的なものとして見ていた。
ハイデッガーにとっての問題は、技術の本質であるゲシュテル（Gestell）やエンフレーミング（Enframing）の隠れた性質である。この性質は、彼が「最大の危険」と呼ぶものを人間にもたらし、それ故に「最大の可能性」をもたらすものであった。 技術に関するハイデガーの主要な仕事は『技術への問い（英題: The Question Concerning Technology）』に見られる。
20世紀後半には多くの重要な著作が出版された。ポール・ダービンは、世紀の変わり目に出版された、『技術と良い生活（Technology and the Good Life）』（2000年、エリック・ヒッグス、アンドリュー・ライト、デビッド・ストロング編著）と、『アメリカの技術哲学（American Philosophy of Technology）』（2001年、ハンス・アハテルハウズ編著）が、技術哲学が学術的なサブディシプリンとして発展し、正典的なテキストを持つようになったことを指摘している。
この10年間で、技術哲学をテーマにしたいくつかの論文集が出版されており、雑誌『テクネ︰哲学と技術の研究（英: Techne: Research in Philosophy and Technology）』（哲学と技術の学会誌、哲学資料センター発行）や『哲学と技術（英: Philosophy & Technology）』（シュプリンガー）などのジャーナルでは、技術哲学の専門書が出版されている。

### 技術と中立性
技術決定論とは、「技術の特徴がその使用を決定し、進歩的な社会の役割は、技術の変化に適応し、技術の変化から利益を得ることであった」という考え方である。 Lelia Greenは、技術決定論と社会決定論を選択的に示すために、ポート・アーサー大虐殺やダンブレーン銃乱射事件のような、現代における銃による虐殺事件を挙げた。 Greenによれば、技術は、特定の技術を循環させる社会文化的な文脈や問題が取り除かれて初めて、中立的な存在として考えることが出来るという。 そのときに、技術の所有によって提供される社会集団と権力の関係性が見えてくるとしている。

### ジャーナル
- 哲学とテクノロジー
- 目的と手段
- NetFuture-テクノロジーと人間の責任
- テクネ：哲学とテクノロジーの研究

### ウェブサイト
- Reydon, Thomas A.C. 「技術の哲学」 。 哲学インターネット百科事典 。
- Franssen, Maarten; Lokhorst, Gert-Jan; Poel, Ibo van de. 「テクノロジーの哲学」 。 ザルタでは、エドワードN. （編）。 スタンフォード哲学百科事典 。
- 哲学と技術研究所
- 哲学と技術学会
- フランク・エドラーがまとめた技術哲学のエッセイ
- Filozofia techniki：problematyka、nurty、trudnościRafal Lizut

### 学習プログラム
- オランダのトゥエンテ大学の理学修士プログラム